# Ertzaintza

Abzeichen der Ertzaintza

Die Ertzaintza (Neologismus aus baskisch herri ‚Volk‘, ‚Leute‘ und zain ‚Wächter‘, ‚Hüter‘ mit der Bedeutung ‚Volkswacht‘ oder ‚Hüter der Leute‘) ist die Polizei der Autonomen Gemeinschaft Baskenland in Spanien. Ein Polizeibeamter oder eine Polizeibeamtin der Ertzaintza heißt ertzaina.
Die Ertzaintza wurde 1982 in der Tradition der Ertzaña gegründet, einer im Oktober 1936 während des Spanischen Bürgerkrieges von der provisorischen Regierung des Baskenlandes errichteten und nach der Niederlage untergegangenen Polizeitruppe.
Die Polizisten der Ertzaintza haben alle herkömmlichen Befugnisse der Vollzugspolizei in den Bereichen öffentliche Ordnung und Sicherheit, Straßenverkehr und kriminalpolizeiliche Ermittlungsarbeit und nehmen auch Aufgaben der Terrorismusbekämpfung wahr. Die derzeit 8.000 Beamten, fast 90 % Männer, unterstehen dem Sicherheitsministerium der baskischen Regierung. Auffälliges Erkennungszeichen an der Uniformierung der Ertzaintza ist eine rote Baskenmütze.
Die spanische Regierung nahm lange Zeit eine reservierte Haltung gegenüber der Ertzaintza ein, da sie ihr vorwarf, nicht konsequent genug gegen ETA und deren Umfeld vorzugehen. Sie soll auch von Terroristen unterwandert gewesen sein und hat daher bis heute keinen direkten Zugriff auf Interpol-Datenbanken. Nach mehreren vergeblichen Anläufen wurde 2021 eine Arbeitsgruppe aus Vertretern des baskischen Sicherheitsministeriums und der Zentralregierung gebildet, um der baskischen Polizei die Beteiligung an Interpol und Sirene zu ermöglichen. In der Vergangenheit kam es wegen Kommunikationsproblemen im Rahmen der Terrorbekämpfung schon zu Schusswechseln zwischen Beamten der Ertzaintza und der Guardia Civil.

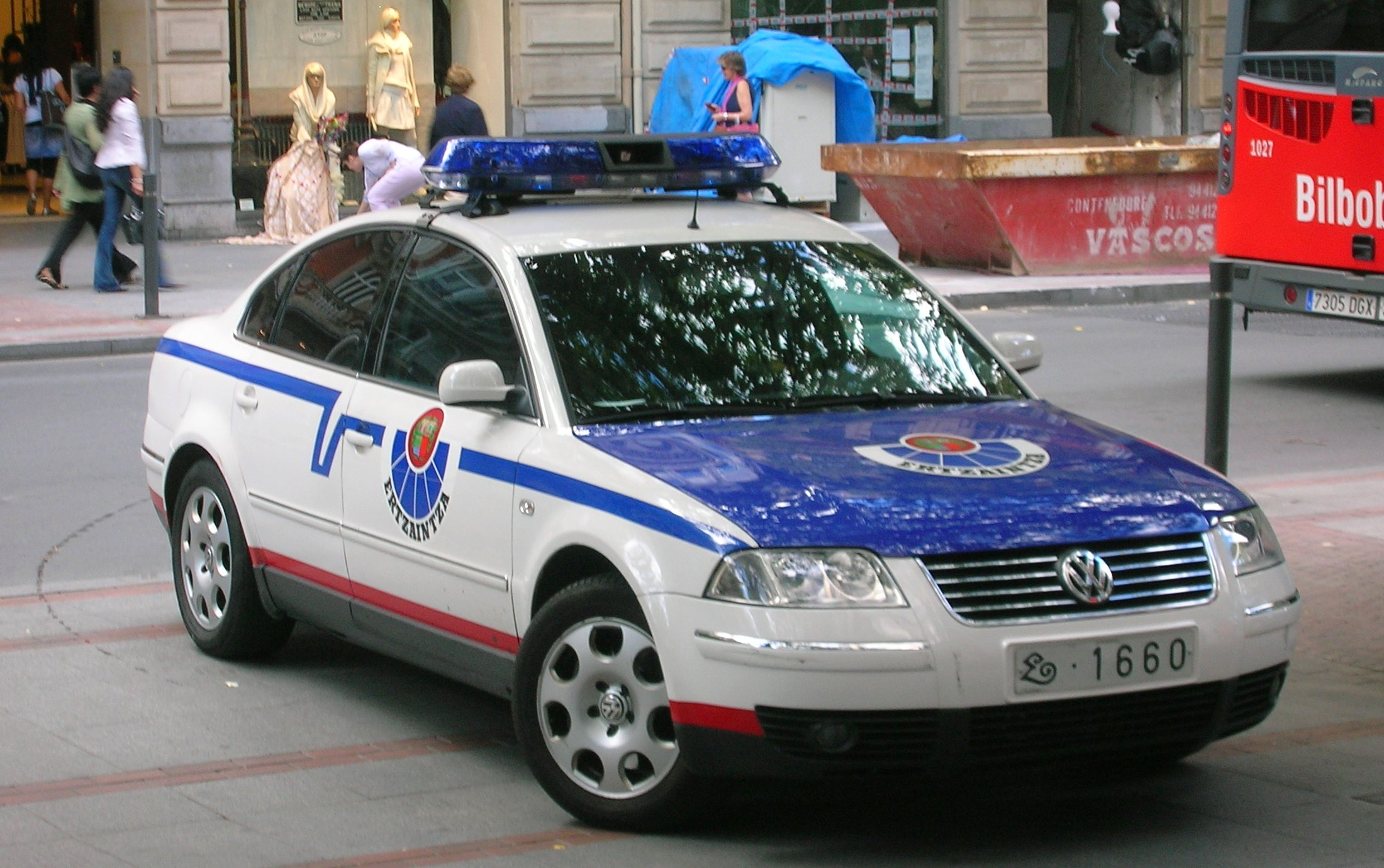
Fahrzeug der Ertzaintza

Da die Ertzaintza auch zur Bekämpfung der ETA-Sympathisantenszene eingesetzt wurde, wird sie mitunter auch von baskischen Linksnationalisten kritisch beurteilt. Seit sie gegen den Terror der ETA vorging, war sie selbst Ziel von ETA-Anschlägen. Im November 2001 verkündete ETA ein „Todesurteil“ gegen die Ertzaintza und erschoss drei Tage später an einem Kreisverkehr in Beasain zwei ertzainas, einen Mann und eine Frau, die den Verkehr regelten.
Seit 2009 werden Fahrzeuge sowohl der Ertzaintza als auch der baskischen Stadtpolizei Udaltzaingoa anstelle des Schriftzugs mit dem Namen des Polizeikörpers oder ergänzend dazu auch mit der Aufschrift Polizia (baskisch für ‚Polizei‘ als Allgemeinbegriff) ausgeliefert, um Verwechslungen und Missverständnisse besonders bei Begegnungen mit Ausländern zu vermeiden, die die landessprachlichen Bezeichnungen nicht einordnen können. Zuvor hatte es einen gerichtlichen Freispruch gegeben, nachdem ein mit den Verhältnissen des spanischen Baskenlandes nicht vertrauter Mann aus Afrika die rot uniformierten Männer mit Baskenmütze und der Bezeichnung Ertzaintza nicht als Polizeikräfte erkannt und Widerstand gegen Vollzugsmaßnahmen geleistet hatte.
Um das Geschlechterverhältnis zu verbessern und Hürden zu beseitigen, die Frauen den Zugang zur baskischen Polizei erschweren, hob die baskische Regierung im Frühjahr 2022 die bis dahin geltende Mindestkörpergröße für Bewerberinnen und Bewerber aller Geschlechter auf.